# Neovespicula
Neovespicula is een monotypisch geslacht van straalvinnige vissen uit de familie van napoleonvissen (Tetrarogidae).

## Soort
- Neovespicula depressifrons (Richardson, 1848)